# Per sempre Alfredo
O Per sempre Alfredo é uma corrida de ciclismo profissional que se realiza no mês de março na região da Toscana ao redor da cidade de Florença em Itália. Criada em 2021, desde então faz parte do UCI Europe Tour na categoria 1.1. Esta corrida rende homenagem ao antigo ciclista profissional Alfredo Martini.

## Palmarés
| Ano  | Vencedor         | Segundo      | Terceiro         |
| ---- | ---------------- | ------------ | ---------------- |
| 2021 | Matteo Moschetti | Mikel Aristi | Samuele Zambelli |
| 2022 | Marc Hirschi     | Dion Smith   | Rémy Mertz       |
| 2023 | Felix Engelhardt | Mark Stewart | Anders Foldager  |

## Palmarés por países
| País   | Vitórias |
| ------ | -------- |
| Itália | 1        |